# Presepe bolognese

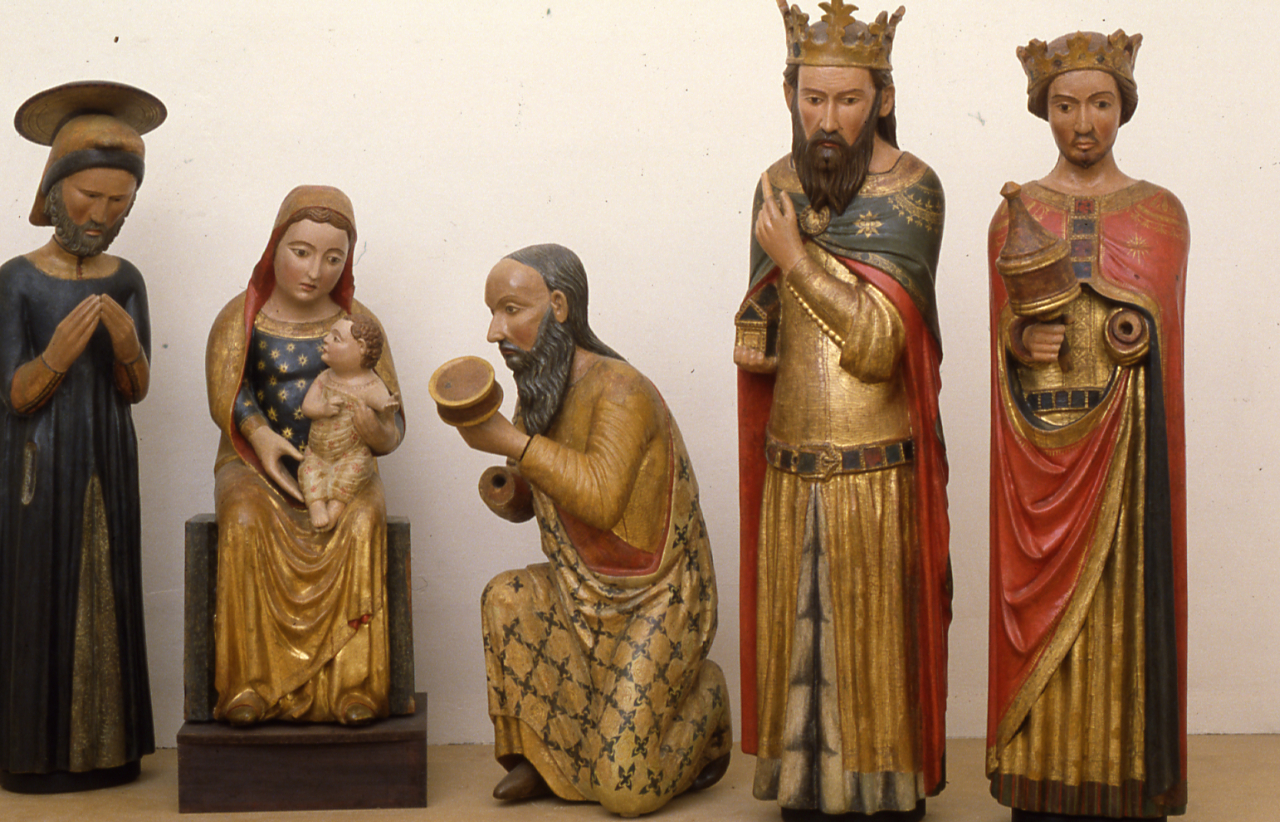
Adorazione dei Magi nella Basilica di Santo Stefano a Bologna (foto di Paolo Monti, 1980.

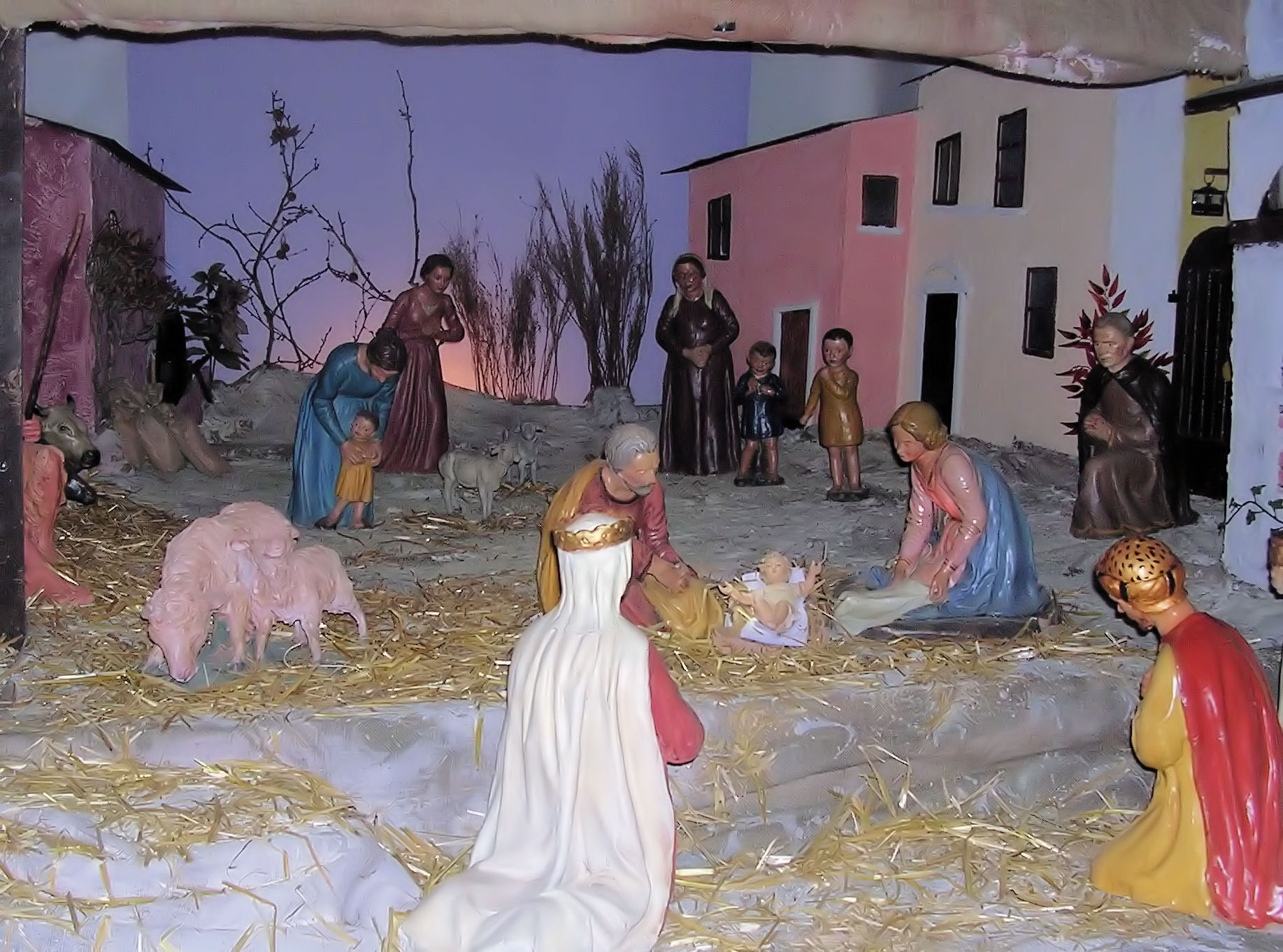
Il presepe della Chiesa di San Giacomo Maggiore, Bologna

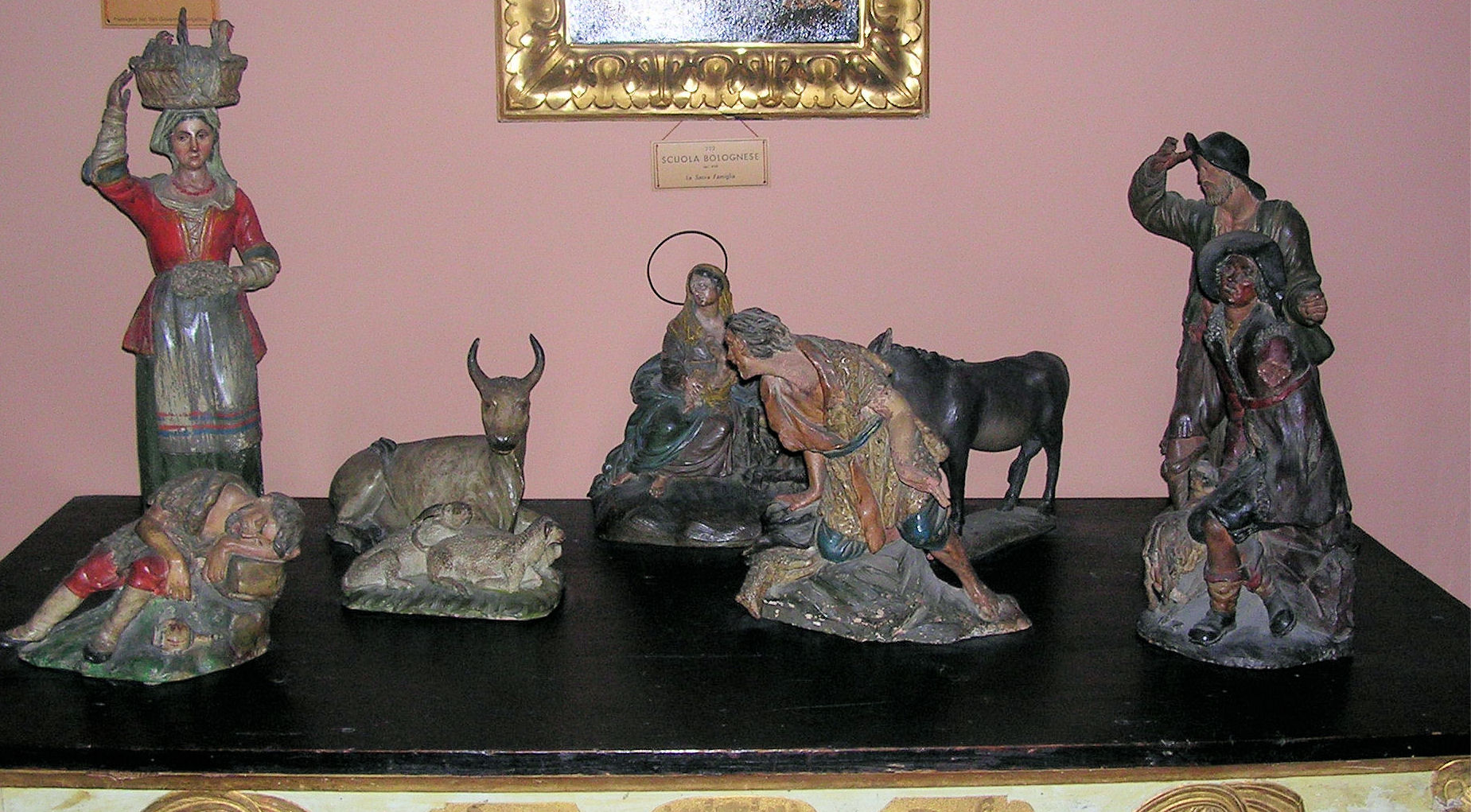
Presepe in stile bolognese conservato al Museo Davia Bargellini, Bologna

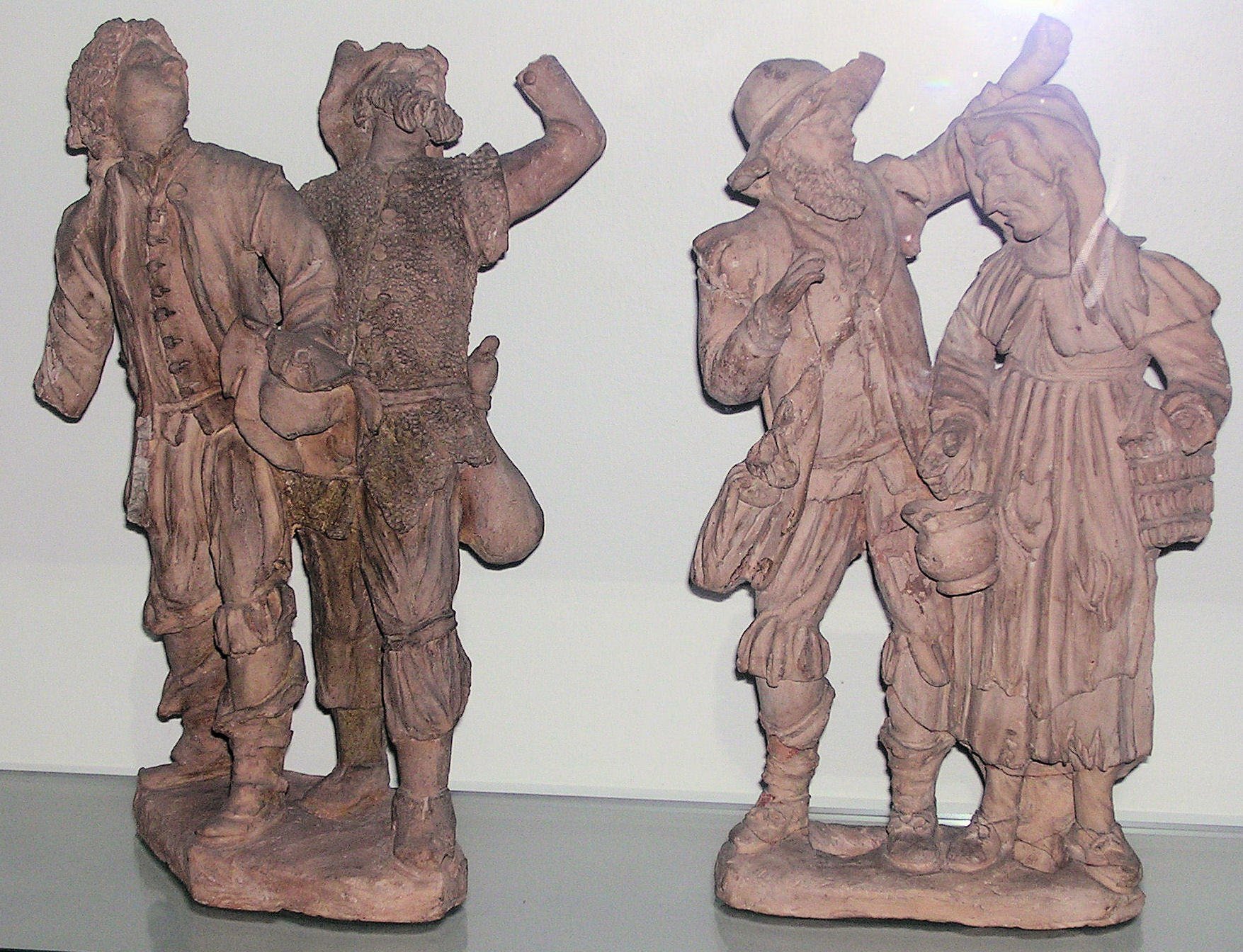
Statuette per presepe in stile bolognese, Museo Davia Bargellini, Bologna

Il presepe bolognese può vantare una tradizione plurisecolare che risale al XIII secolo.

## Storia
Il presepe più antico esistente nella provincia di Bologna è quello conservato, almeno dal 1560, presso la parrocchia di Capugnano, nel comune di Porretta Terme. Si tratta di un gruppo di figure di pregevole fattura, alte circa 60 cm, destinate all'allestimento della scena della nascita di Gesù all'interno di un'abitazione o di una piccola chiesa.
Nella basilica di Santo Stefano a Bologna si conserva il più antico presepe al mondo con statue a tutto tondo risalente al XIII secolo, ritenuto uno dei più grandi d'Italia. La Basilica, nota anche come "Le Sette Chiese" o "la Gerusalemme bolognese", fu per secoli un'importante tappa nei percorsi dei pellegrini che si recavano a sud verso Roma o Gerusalemme, o a ovest verso Santiago di Compostela. Il flusso di pellegrini fu uno dei fattori che stimolarono la notevole produzione di arte sacra a Bologna, e richiamarono in città molti artisti, tra cui scultori e ceramisti, che si cimentarono anche nella realizzazione di statue e figure per i presepi delle principali chiese.
A partire dal XVIII secolo, alla produzione artistica si affiancò l'offerta delle botteghe artigiane, che realizzavano, per lo più con l'uso di stampi, figurine destinate ai presepi domestici. Per la vendita di tali articoli venne istituita la Fiera di Santa Lucia, un mercato annuale che si teneva nel periodo attorno al 13 dicembre, giorno di Santa Lucia, davanti alla chiesa intitolata alla santa in Via Castiglione, attuale Aula Magna dell'Università di Bologna. Dopo l'arrivo delle truppe napoleoniche in città nel 1796, la fiera venne spostata sotto il portico della Chiesa di Santa Maria dei Servi, in Strada Maggiore, dove tuttora viene organizzata ogni anno nel periodo che precede il Natale. Da oltre due secoli, quindi, per i bolognesi è una tradizione visitare la Fiera di Santa Lucia per acquistare statuine, casette, muschio, fondali, luci, addobbi natalizi e dolciumi. A partire dagli anni 1980 molti banchi tradizionali sono stati progressivamente sostituiti da venditori ambulanti di articoli eterogenei, ma, seppure con un'offerta ridotta rispetto al passato, il mercatino di Santa Lucia rimane l'unico in città dove è possibile trovare figurine e accessori per il presepio.
Il presepe bolognese si distingue da altre tradizioni presepistiche italiane, per esempio quella napoletana, perché i personaggi sono scolpiti o modellati per intero, abiti compresi. Non si tratta quindi di statue vestite, né di figurini con volto e mani di legno o ceramica e abiti di stoffa. Vari materiali possono essere impiegati, dalla terracotta alla cartapesta, dal legno al gesso, a seconda delle capacità dell'artista o dell'artigiano, del metodo di produzione e della clientela a cui è destinata.
Per valorizzare il patrimonio artistico e la tradizione artigianale locale, il Comune e la Diocesi di Bologna hanno pubblicato congiuntamente un opuscolo, intitolato Le Vie dei Presepi a Bologna e in Provincia, che presenta oltre 60 luoghi dove è possibile visitare presepi d'arte, tradizionali, meccanici. Una collezione di presepi tradizionali bolognesi è esposta permanentemente presso il Museo Davia Bargellini; altri presepi sono visibili tutto l'anno presso il Museo della Beata Vergine di San Luca e presso la Pinacoteca Nazionale di Bologna. Durante il periodo natalizio, tra i più noti e visitati ci sono il presepe tradizionale meccanico della Basilica di San Francesco, in Piazza Malpighi, e la rassegna presepistica organizzata dall'Associazione Italiana Amici del Presepio presso la Chiesa di San Giovanni in Monte.
Un'altra esposizione di Presepi conosciuta a Bologna è inoltre quella che lo scultore Ivan Dimitrov negli anni novanta e fino al 2009 ha realizzato a Palazzo Re Enzo ed in altri spazi espositivi bolognesi, alcuni dei quali in omaggio ai grandi Maestri della storia dell'arte (Leonardo, Brueghel, Durer, Rembrandt, Rubens).
Un altro evento tradizionale legato al presepe a Bologna è la Gara Diocesana Il Presepio nelle famiglie e nelle collettività. Fu istituita nel 1954 dall'allora arcivescovo di Bologna, Giacomo Lercaro, come iniziativa pastorale per promuovere la pratica cristiana del presepio nella comunità locale. Possono concorrere tutti i presepi, non solo quelli allestiti nelle chiese: alla gara partecipano molte scuole, ma anche caserme, ospedali, condomini, gruppi di lavoratori o singoli cittadini. Attiva da oltre cinquant'anni, la manifestazione ha contribuito a far emergere un nuovo personaggio tipico, la "Curiosa", che guarda interessata la scena ma non si avvicina.